# 9 april
9 april är den 99:e dagen på året i den gregorianska kalendern (100:e under skottår). Det återstår 266 dagar av året.

## Återkommande bemärkelsedagar

### Nationaldagar
- Iraks nationaldag (till minne av diktatorn Saddam Husseins avsättning, före 2003 firades nationaldagen 3 oktober)

### Helgdagar
- Påskdagen firas i västerländsk kristendom för att högtidlighålla Jesu återuppståndelse efter korsfästelsen, åren 1871, 1882, 1939, 1944, 1950, 2023, 2034, 2045.
- Georgien: Nationella enighetsdagen (till minne av massakern i Tbilisi 1989)

### Flaggdagar
- Danmark: Minnesdag för den tyska invasionen 1940 (flaggan hissas på halv stång fram till klockan 12.00, därefter på hel stång)
- Finland: Finska språkets dag (till minne det finska skriftspråkets fader Mikael Agricolas död 1557 och språkforskaren Elias Lönnrots födelse 1802)

## Namnsdagar

### I den svenska almanackan
- Nuvarande – Otto och Ottilia
- Föregående i bokstavsordning
  - Orvar – Namnet infördes på dagens datum 1986. 1993 flyttades det till 18 september, där det har funnits sedan dess.
  - Ottar – Namnet infördes på dagens datum 1986, men utgick 1993.
  - Ottilia – Namnet fanns på 1600-talet på 12 december. 1901 infördes det på 7 mars, men flyttades 1993 till dagens datum, där det har funnits sedan dess.
  - Otto – Namnet förekom tidvis på 4 november, innan det 1772 infördes på dagens datum, där det har funnits sedan dess.
  - Prochorus – Namnet fanns, till minne av en av förtroendemännen i den första kristna församlingen, på dagens datum före 1772, då det utgick.
- Föregående i kronologisk ordning
  - Före 1772 – Prochorus
  - 1772–1900 – Otto
  - 1901–1985 – Otto
  - 1986–1992 – Otto, Orvar och Ottar
  - 1993–2000 – Otto och Ottilia
  - Från 2001 – Otto och Ottilia
- Källor
  - Brylla, Eva (red.): Namnlängdsboken, Norstedts ordbok, Stockholm, 2000. ISBN 91-7227-204-X
  - af Klintberg, Bengt: Namnen i almanackan, Norstedts ordbok, Stockholm, 2001. ISBN 91-7227-292-9

### Finlandssvenska almanackan
- Nuvarande från 2020[1] – Elias, Elis, Elliot, Eliel
- I föregående revideringar[a][2]
  - 1929–1949 – Elias
  - 1950–1999 – Elias, Elis
  - 2000–2014 – Elias, Elis, Eliel
  - 2015–2019 – Elias, Elis, Eliel, Elliot

## Händelser
- 193 – Septimius Severus utropas av legionerna vid Donau till romersk kejsare, som motkejsare mot den sittande Didius Julianus. Han börjar med sina legioner marschera mot Rom och möter inget större motstånd. 1 juni (nio dagar innan han når fram till staden) blir Didius Julianus dessutom mördad på senatens uppdrag, så när han inträder i Rom den 10 juni erkänns han utan motstånd som ensam romersk kejsare.
- 1440 – Sedan unionskungen Erik av Pommern har blivit avsatt som kung av Danmark under sommaren året före väljs hans systerson Kristofer av Bayern denna dag till ny kung. Han väljs i september samma år även till kung av Sverige, men kan tillträda den norska tronen först sommaren 1442, eftersom Erik av Pommern fortfarande erkänns som kung där.
- 1483 – Vid Edvard IV:s död efterträds han som kung av England och herre över Irland av sin 12-årige son Edvard V. Dennes farbror Rikard fungerar som hans förmyndare, innan han efter den 25 juni avsätter honom och själv utropar sig till kung med namnet Rikard III.
- 1555 – Sedan Julius III har avlidit den 23 mars väljs Marcello Cervini degli Spannochi till påve och tar namnet Marcellus II. Han utropas dagen därpå, men avlider efter endast tre veckor på posten.[3]
- 1682 – Den franske upptäcktsresanden René Robert Cavelier de La Salle upptäcker floden Mississippis mynning (i nuvarande USA). Han tar området i besittning för Frankrikes räkning och kallar det för Louisiana, efter dåvarande franske kungen Ludvig XIV (franska: Louis).
- 1865 – Det amerikanska inbördeskriget tar slut, genom att sydstatsgeneralen Robert E. Lee kapitulerar till nordstatsgeneralen Ulysses S. Grant i tingshuset i Appomattox i Virginia. Därmed står nordstaterna som officiell segrare i kriget, men återuppbyggnaden av sydstaterna och av USA som enad nation tar många år och är än idag (2025) inte helt avslutad. En knapp vecka efter kapitulationen blir president Abraham Lincoln dessutom mördad av en fanatisk sydstatsanhängare.
- 1867 – Den amerikanska senaten godkänner, med röstsiffrorna 37–2, det fördrag från 30 mars, varigenom USA köper Alaska från Ryssland för 7,2 miljoner dollar. Den allmänna opinionen är dock negativ mot köpet, eftersom det allmänt anses att Alaska är värdelöst, innan man 1898 hittar guld i området Klondike.
- 1940 – Nazityskland inleder Operation Weserübung, som innebär invasion av Danmark och Norge. Invasionen av Norge genomförs framförallt för att tyskarna vill säkra tillgången på svensk järnmalm, som skeppas ut via den norska hamnen i Narvik, så att den inte ska falla i britternas händer, och Danmark invaderas för att förenkla de tyska kommunikationerna med Norge, då landet ligger ”på vägen”. Danmark kapitulerar inför övermakten redan samma dag och blir det enda tyskockuperade land, som får behålla sin egen regering och regent (Kristian X), så att tyskarna sedan kan visa upp det som ”mönsterland” för hur tysk ockupation i Europa går till. Norge kapitulerar först 10 juni och där blir Josef Terboven rikskommissarie, medan den norske nazistmedlöparen Vidkun Quisling gör sig själv till statsminister i en tyskvänlig regering. Den lagliga norska regeringen under statsminister Johan Nygaardsvolds ledning och kung Håkon VII går i exil till Storbritannien, där de förblir till krigsslutet 1945.
- 1948 – Den colombianske liberale partiledaren Jorge Eliécer Gaitán, som kandiderar till den colombianska presidentposten, blir mördad av Juan Roa Sierra, som skjuter honom med tre skott. Detta leder till att upplopp utbryter i huvudstaden Bogotá och en uppretad folkmassa lynchar Sierra. Upploppet, som går till historien som Bogotazo, eskalerar sedermera och leder till ett tio år långt colombianskt inbördeskrig, som kommer att kallas La Violencia.
- 1967 – Den första versionen av flygplanstypen Boeing 737, som har färdigställts i december året före, provflygs för första gången av piloterna Brien Wygle och Lew Wallick. Under årens lopp utvecklas flygplanet i flera olika varianter, men produceras och används än idag (2025) och är, med över 6 000 sålda exemplar, det mest sålda jetflygplanet någonsin.
- 1989 – I sovjetrepubliken Georgiens huvudstad Tbilisi hålls en antisovjetisk demonstration. När den sovjetiska armén skingrar folkmassan blir 20 personer dödade och över 100 skadas. Dagen därpå utlyses allmän strejk och 40 dagars landssorg i Georgien och trots att undantagstillstånd utfärdas fortsätter demonstrationerna. Händelserna leder till att den georgiska regeringen avgår, medan den sovjetiska regeringen i Moskva hävdar att det var demonstranterna som inledde oroligheterna, och sovjetledaren Michail Gorbatjov lägger ansvaret på armén. Till minne av händelsen är dagen numera allmän helgdag i Georgien.
- 1991 – På andra årsdagen av massakern i Tbilisi utropar Georgien sig självständigt från Sovjetunionen under ledning av den georgiske regeringschefen Zviad Gamsachurdia, som den 26 maj samma år väljs till landets president. Moskvaregeringen erkänner Georgiens självständighet den 25 december samma år.
- 2003 – Knappt tre veckor efter inledningen av Irakkriget faller den irakiska huvudstaden Bagdad i de allierades händer, efter att det irakiska försvaret har kollapsat. Därmed störtas den irakiske diktatorn Saddam Husseins regim och han går under jorden (han infångas av amerikanska styrkor den 13 december samma år). Även om den amerikanske presidenten George W. Bush officiellt förklarar att kriget är slut den 1 maj kommer den amerikanska ockupationen av Irak pågå i många år framöver, under vilka man försöker införa demokrati och en fungerande administration av landet.
- 2005 – Storbritanniens kronprins Charles och Camilla Parker Bowles gifter sig i en borgerlig ceremoni i stadshuset i Windsor i Berkshire. Tidigare har stort motstånd rått mot äktenskapet, eftersom Parker Bowles är frånskild och det är först sedan drottning Elizabeth II av Storbritannien, Engelska kyrkan och det brittiska parlamentet har gett sitt godkännande, som bröllopet kan äga rum. Trots att Parker-Bowles i samband med äktenskapet får rätt att använda titeln prinsessa av Wales avstår hon från detta, troligtvis för att inte blandas ihop med Charles första hustru lady Diana Spencer.

## Födda
- 1283 – Margareta, regerande drottning av Skottland 1286–1290
- 1598 – Johann Crüger, tysk tonsättare och kantor
- 1649 – James Scott, engelsk tronpretendent, illegitim son till kung Karl II av England
- 1724 – Barthold Rudolf Hast, svensk läkare
- 1802 – Elias Lönnrot, finländsk folkdikts- och språkforskare
- 1806 – Isambard Kingdom Brunel, brittisk ingenjör och industrimagnat
- 1813 – Lewis V. Bogy, amerikansk demokratisk politiker, senator för Missouri
- 1821 – Charles Baudelaire, fransk poet, författare och litteraturkritiker, ansedd som modernismens fader
- 1825 – Davis H. Waite, amerikansk politiker, guvernör i Colorado
- 1826 – Francis B. Stockbridge, amerikansk republikansk politiker, senator för Michigan
- 1835 – Leopold II, kung av Belgien 1865–1909
- 1844 – Adolf Ahlsell, svensk ingenjör
- 1862 – Anna Maria Roos, svensk lärare, författare, och sångtextförfattare
- 1865 – Erich Ludendorff, tysk militär, general och högerextrem politiker
- 1867 – Chris Watson, australisk arbetarpartistisk politiker och parlamentsledamot, Australiens premiärminister  april–augusti 1904
- 1869 – James Thomas Heflin, amerikansk politiker, senator för Alabama
- 1872 – Léon Blum, fransk politiker, Frankrikes premiärminister samt ordförande i Frankrikes provisoriska regering
- 1876 – Ettore Bastico, italiensk militär och marskalk
- 1895 – Knut Burgh, svensk skådespelare
- 1898 – Paul Robeson, amerikansk sångare, skådespelare och aktivist
- 1902 – Sven Zetterström, svensk journalist och manusförfattare
- 1903
  - Gregory Pincus, amerikansk läkare, en av uppfinnarna av p-pillret
  - Mimi Pollak, svensk skådespelare och regissör
  - Anna-Lisa Ryding, svensk skådespelare och sångare
- 1905 – J. William Fulbright, amerikansk demokratisk politiker, senator för Arkansas
- 1906
  - Antal Doráti, ungersk-amerikansk dirigent och tonsättare
  - Hugh Gaitskell, brittisk labourpolitiker, Storbritanniens finansminister 1950–1951 och partiledare för Labour 1955–1963
  - Victor Vasarely, ungersk målare och grafiker
- 1907 – Sam Samson, svensk kompositör, kapellmästare, textförfattare och pianist
- 1908 – Odd Bang-Hansen, norsk författare och översättare
- 1917 – Rolf Kauka, tysk serietecknare och förlagsman
- 1918
  - Franz von Lampe, svensk violinpedagog och skulptör
  - Jørn Utzon, dansk arkitekt, mest känd som skapare av operahuset i Sydney
- 1926
  - Hugh Hefner, amerikansk medieföretagare, grundare av herrtidningen Playboy
  - János Herskó, ungersk regissör, skådespelare och manusförfattare
  - Harris Wofford, amerikansk demokratisk politiker, senator för Pennsylvania
- 1928 – Tom Lehrer, amerikansk kompositör, textförfattare, sångare, pianist och matematiker
- 1931 – Andreas von Mirbach, tysk officer och diplomat
- 1933 – Jean-Paul Belmondo, fransk skådespelare
- 1936
  - Valerie Solanas, amerikansk feminist och författare
  - Ghassan Kanafani, palestinsk journalist, författare och aktivist
- 1939 – Berit Gullberg, svensk författare och teaterförläggare
- 1940 – Mona-Lis Hässelbäck, svensk skådespelare
- 1944 – Leila Khaled, palestinsk terrorist
- 1945 – Steve Gadd, amerikansk trumslagare
- 1946 – Michael Sloutsker, tjeckisk konstnär
- 1947 – Maria-Pia Boëthius, svensk feminist, journalist och författare
- 1948 – Jaya Bachchan, indisk skådespelare
- 1952 – Jerzy Szmajdziński, polsk politiker, Polens försvarsminister
- 1954 – Dennis Quaid, amerikansk skådespelare
- 1956 – Sándor Gáspár, ungersk skådespelare
- 1957 – Seve Ballesteros, spansk golfspelare
- 1962
  - Thomas Bodström, svensk advokat, författare och socialdemokratisk politiker, Sveriges justitieminister 2000–2006
  - Louise Raeder, svensk skådespelare
- 1965
  - Paulina Porizkova, tjeckisk-amerikansk skådespelare, fotomodell och författare
  - Helen Alfredsson, svensk golfspelare
- 1970 – Ann-Marie Backlund, svensk operasångare
- 1971 – Jacques Villeneuve, kanadensisk racerförare
- 1974
  - Johan Glans, svensk komiker
  - Jenna Jameson, amerikansk porrskådespelare och entreprenör
- 1975
  - Robbie Fowler, brittisk fotbollsspelare
  - Bertine Zetlitz, norsk popartist och författare
- 1977 – Gerard Way, amerikansk musiker, sångare i gruppen My Chemical Romance
- 1978 – Rachel Stevens, brittisk sångare, medlem i gruppen S Club 7
- 1979 – Albert Hammond, Jr., amerikansk musiker, medlem i gruppen The Strokes
- 1980 – Rickard Wallin, svensk ishockeyspelare
- 1981
  - Eric Harris, amerikansk student och massmördare, den ene av dem som genomförde Columbinemassakern
  - Ireneusz Jeleń, polsk fotbollsspelare
- 1986 – Leighton Meester, amerikansk skådespelare och trubadur
- 1987
  - Kassim Abdallah, komorisk fotbollsspelare
  - Verónica Boquete, spansk fotbollsspelare
  - Jesse McCartney, amerikansk artist och skådespelare
- 1990 – Kristen Stewart, amerikansk skådespelare
- 1994 – Clara Henry, svensk bloggare och komiker
- 1998 – Elle Fanning, amerikansk skådespelare
- 2000 – Jackie Evancho, amerikansk sångare
- 2004 – Thomas Simons, brittisk Youtubare och Twitchstreamare

## Avlidna
- 715 – Constantinus, omkring 50, påve sedan 708
- 1024 – Benedictus VIII, påve sedan 1012
- 1283 – Margareta av Skottland, 22, Norges drottning sedan 1281 (gift med Erik Prästhatare)
- 1483 – Edvard IV, 41, kung av England och herre över Irland 1461–1470 och sedan 1471
- 1553 – François Rabelais, omkring 59, fransk författare
- 1557 – Mikael Agricola, omkring 50, svensk kyrkoman, biskop i Åbo stift sedan 1554, känd som Finlands reformator och det finska skriftspråkets fader
- 1626 – Francis Bacon, 65, engelsk filosof, advokat, vetenskapsman och statsman, Englands lordkansler sedan 1618
- 1689 – Kristina, 62, regerande drottning av Sverige 1632–1654
- 1804 – Jacques Necker, 71, fransk politiker, Frankrikes finansminister 1776–1789
- 1821 – George Logan, 67, amerikansk demokratisk-republikansk politiker, senator för Pennsylvania 1801–1807
- 1878 – Edward J. Masterson, 25, amerikansk sheriff med smeknamnet Ed (mördad)
- 1904 – Isabella II, 73, regerande drottning av Spanien 1833–1868
- 1920 – Moritz Cantor, 90, tysk matematikhistoriker
- 1930 – Arvid Thorberg, 52, politiker och fackföreningsman, LO:s ordförande sedan 1920
- 1931 – Nicholas Longworth, 61, amerikansk republikansk politiker, talman i USA:s representanthus 1925–1931
- 1941 – Morris Sheppard, 65, amerikansk demokratisk politiker, senator för Texas sedan 1913
- 1945
  - Dietrich Bonhoeffer, 39, tysk luthersk präst, teolog och martyr, motståndskämpe mot nazismen och företrädare för Bekännelsekyrkan (avrättad)
  - Wilhelm Canaris, 58, tysk amiral, chef för Tysklands militära underrättelsetjänst under andra världskriget (avrättad)
- 1951 – Sadeq Hedayat, 48, iransk poet och författare
- 1959 – Frank Lloyd Wright, 91, amerikansk arkitekt
- 1961
  - Iwar Anderson, 77, svensk kontorist och socialdemokratisk politiker
  - Ahmet Zogu, 65, albansk politiker, Albaniens premiärminister 1922–1924 och president 1925–1928 samt kung av Albanien med namnet Zog I 1928–1939
- 1970 – Gustaf Tenggren, 73, svensk-amerikansk illustratör, ateljéchef på filmbolaget Walt Disney Pictures 1936–1940
- 1976 – Phil Ochs, 35, amerikansk protestsångare och kompositör
- 1981 – Eric Gustafson, 83, svensk skådespelare och sångare
- 1986 – Stig Johanson, 75, svensk skådespelare
- 2001 – Gunnar Hahn, 93, svensk kompositör, arrangör och pianist
- 2006 – Vilgot Sjöman, 81, svensk författare och filmregissör
- 2010 – Kerstin Thorvall, 84, svensk författare
- 2011 – Sidney Lumet, 86, amerikansk filmregissör
- 2013
  - Paolo Soleri, 93, italiensk arkitekt och stadsplanerare
  - Emilio Pericoli, 85, italiensk sångare
- 2019 – Elwyn Berlekamp, 78, amerikansk matematiker
- 2021
  - Prins Philip, 99, hertig av Edinburgh, gemål till Storbritanniens drottning Elizabeth II
  - DMX, 50, amerikansk rappare
- 2022 – Jack Higgins, 92, brittisk författare